# Apális-de-garganta-castanha
Apális-de-garganta-castanha  (Apalis porphyrolaema) é uma espécie de ave da família Cisticolidae.
Pode ser encontrada nos seguintes países: Burundi, República Democrática do Congo, Quénia, Ruanda, Tanzânia e Uganda.